# Pyrrhura picta
El perico pintado (Pyrrhura picta), conocido generalmente como la cotorra pintada en avicultura, es una especie de ave de la familia de los loros (Psittacidae). Su taxonomía es altamente compleja, y ha experimentado cambios significativos en los últimos años. Según lo aquí definido, se restringe a los bosques en la Sudamérica septentrional (norte del río Amazonas) y Panamá. Algunos de los taxones aquí incluidos dentro del perico pintado están en gran peligro de extinción.

## Taxonomía y distribución
Tradicionalmente, el perico pintado incluye al perico de Hellmayr (P. amazonum), el perico del diablo (P. lucianii ) y el perico de frente rosa (P. roseifrons) como subespecies. Después de un estudio en 2002, fue recomendado tratar éstos como especies separadas. En 2006, un estudio basado en el ADN mitocondrial confirmó que el perico pintado “tradicional” era polifilético, pues el P. p. picta estaba más cercano a la taxonomía de P. p. emma -tradicionalmente considerada una subespecie del perico oreja blanca (P. leucotis)-. La taxonomía del P. lucianii no fue muestreada, pero basándose en el plumaje y la biogeografía probablemente cae entre P. amazonum y P. roseifrons. En 2002 también fue recomendado tratar al perico de Azuero (P. eisenmanni), el perico de Sinú (P. subandina) y el perico Todd o perico de Perijá (P. caeruleiceps) como especies separadas. De éstos, solamente el P. p. eisenmanni fue muestreado en 2006, aunque con la ayuda del método de estadística “bootsrapping”, y se encontró que está relativamente cerca del P. p. picta y se debe conservar como subespecie del perico pintado. Basándose en el plumaje y la biogeografía, P. p. caeruleiceps y P. p. subandina probablemente también son parte de este grupo. Por lo tanto, el Comité Suramericano de Clasificación votó por tratar éstos como subespecies del perico pintado. Después de este tratamiento, el perico pintado incluye las siguientes subespecies  SACC (2007):
• P. p. picta (subespecie): noreste de Brasil (norte del río Amazonas y al este del río Negro/río Blanco más bajo, aunque cruzando al oeste de este último en Roraima septentrional), el Guianas y el sudeste de Venezuela.
• P. p. emma (el perico de Emma o perico venezolano): gama costera venezolana occidental.
• P. p. auricularis (perico venezolano): gama costera venezolana del este.
• P. p. caeruleiceps (perico de Perijá o perico Todd): montañas de Perijá en Colombia y Venezuela, y la pendiente del este del valle de Magdalena (inclinación occidental de la Cordillera Oriental) en Colombia.
• P. p. subandina (perico de Sinú): valle de Sinú en Córdoba, Colombia.
• P. p. eisenmanni (perico de Azuero): península de Azuero, Panamá.
Sin embargo, la posibilidad que algunos de los antes mencionados sean especies biológicas separadas no se puede descartar actualmente. Se ha sugerido que los auricularis fueran considerados un sinónimo de Emma,  pero un estudio reciente ha sugerido que los auricularis son válidos, y por lo tanto se ha incluido provisionalmente aquí. Otra taxonomía, pantchenkoi, a menudo se ha considerado una subespecie válida o raramente incluso una especie separada, pero la opinión reciente es que es un sinónimo de caeruleiceps.

## Descripción
El perico pintado tiene una longitud total de aproximadamente 22 cm. Como otros miembros del género Pyrrhura, tiene una cola relativamente puntiaguda y un plumaje principalmente verde. La cadera, el vientre central y la extremidad de la cola son rojo-marrón, y los plumajes primarios y las telas externas de las primarias son azules. A excepción de subandina y de algún eisenmanni, los adultos de todas las subespecies tienen rojo al borde delantero del ala, pero esto es a menudo difícil de ver (especialmente cuando está posado).
Las plumas en el pecho son oscuras con amplias extremidades blanquecino-gris, dando por resultado un efecto escalado distintivo. Dependiendo de la subespecie, la cara y las mejillas son oscuro-marrón a rojo-marrón (a veces con un poco de azul en la parte más baja), excepto en subandina donde las mejillas son azulado-verde. Los cubre oído son blanquecinos a amarillo-chocolate. Tienen azul de la  corona frontal a la nuca, a pesar de la extensión de esta variedad. El iris generalmente se reporta y se muestra como siendo marrón u oscuro, pero por lo menos los caeruleiceps pueden tener iris crema claro.

## Estatus
Esta especie sigue siendo extensa y relativamente común, y por lo tanto es considerada de poca preocupación por BirdLife International y IUCN. La situación para los taxones en el noroeste de Sudamérica (P. p. caeruleiceps y P. p. subandina) y Panamá (P. p. eisenmanni) es más problemática: tienen distribuciones restringidas dentro de regiones con la destrucción extensa de su hábitat y posiblemente también son amenazados por la captura para el comercio de loros.
Se cree que el taxón P. p. eisenmanni tiene una población de menos de 2000 individuos, pero se mantiene local y relativamente común, y una parte de su gama está dentro de las áreas protegidas. Fotografiaron recientemente a  individuos vivos del taxón P. p. caeruleiceps por primera vez, y se ha estimado que la población puede ser tan baja como 30-50 individuos. A pesar de las encuestas dirigidas específicamente para encontrar el taxón P. p. subandina, no hay ningún expediente reciente, por lo que se podría pensar que posiblemente está extinto.